# Marathon de Bucarest
Le marathon de Bucarest (en roumain : Maratonul internațional București ; en anglais : Bucharest International Marathon) est une épreuve de course à pied d'une distance de 42,195 km dans la ville de Bucarest, en Roumanie. Elle est organisée par Asociația Bucharest Running Club.
La première édition a eu lieu en 2008.

## Palmarès
| Année | Hommes                     | Hommes   | Temps            | Femmes               | Femmes      | Temps            |
| ----- | -------------------------- | -------- | ---------------- | -------------------- | ----------- | ---------------- |
| 2008  | Maundo Francis Muendo      | Kenya    | 2 h 15 min 48 s  | Valentina Delion     | Roumanie    | 2 h 49 min 52 s  |
| 2009  | Yator Erik Chemboi         | Kenya    | 2 h 20 min 35 s  | Daniela Elena Cîrlan | Roumanie    | 2 h 44 min 49 s  |
| 2010  | Duncan Koech               | Kenya    | 2 h 13 min 59 s  | Sviatlana Konhan     | Biélorussie | 2 h 35 min 13 s  |
| 2011  | Tekla Metafeira Getu       | Éthiopie | 2 h 17 min 21 s  | Marina Kovaleva      | Russie      | 2 h 32 min 20 s  |
| 2012  | Felix Kangogo              | Kenya    | 2 h 15 min 19 s  | Almaz Nagede Fekade  | Éthiopie    | 2 h 38 min 09 s  |
| 2013  | Victor Bushendich Chelokoi | Kenya    | 2 h 14 min 05 s  | Tigist Worku Neri    | Éthiopie    | 2 h 37 min 28 s  |
| 2014  | Michael Kipyego            | Kenya    | 2 h 13 min 37 s  | Paula Todoran        | Roumanie    | 2 h 41 min 23 s  |
| 2015  | Patrick Kimeli             | Kenya    | 2 h 13 min 16 s" | Warjik Zeritu        | Éthiopie    | 2 h 48 min 53 s" |
| 2016  | James Barmasi Kiptum       | Kenya    | 2 h 15 min 05 s  | Warjik Zeritu        | Éthiopie    | 2 h 40 min 33 s  |